# Friedersdorf (Rückersdorf)
Friedersdorf (niedersorbisch Bedrichojce) ist ein Ortsteil der südbrandenburgischen Gemeinde Rückersdorf im Landkreis Elbe-Elster und befindet sich im Naturpark Niederlausitzer Heidelandschaft.

## Geschichte

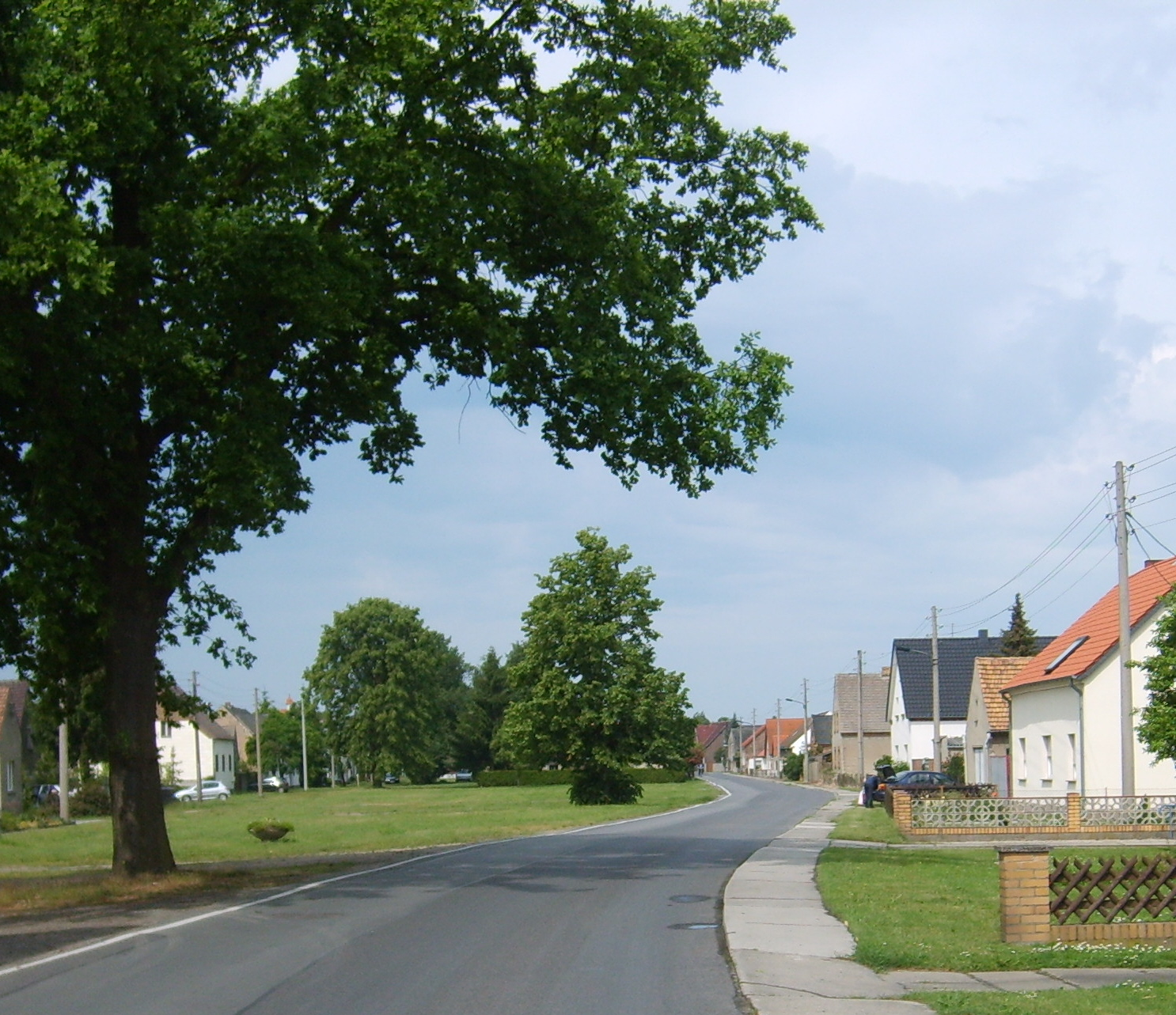
Hauptstraße

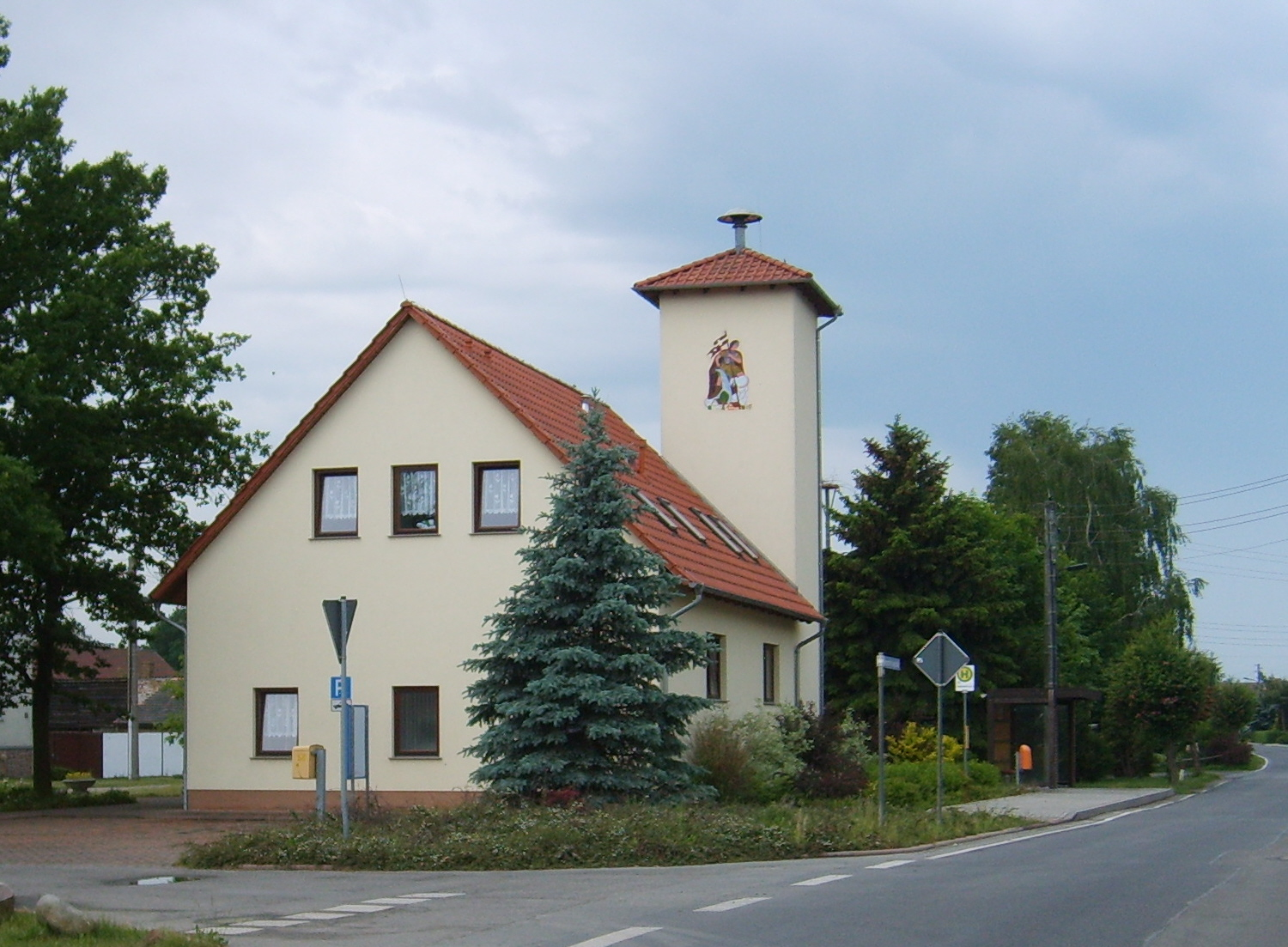
Feuerwehrhaus der Freiwilligen Feuerwehr

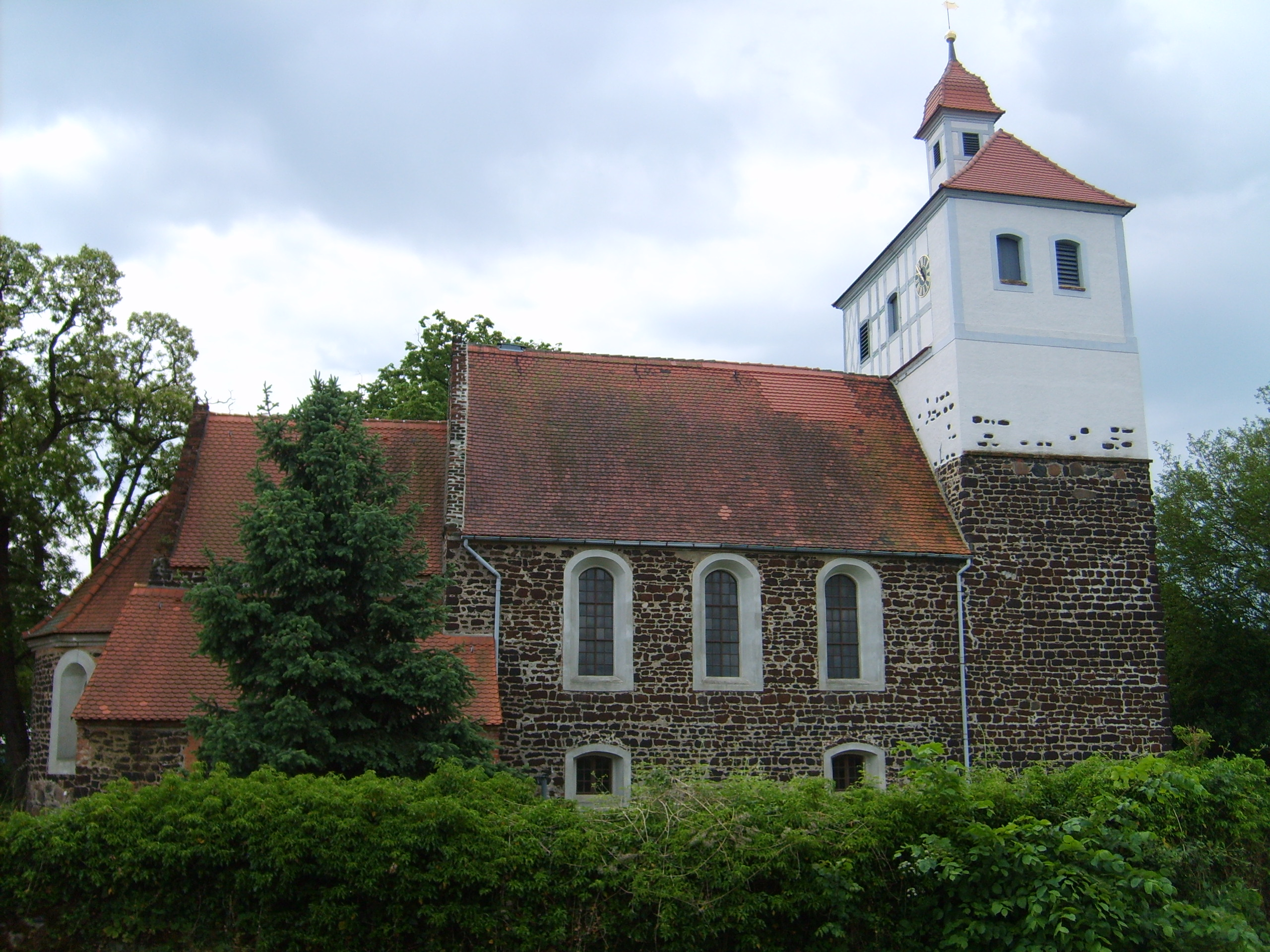
Dorfkirche

Friedersdorf wurde 1217 urkundlich erstmals als „Friderichsdorf“ erwähnt und ist damit eines der ersten Klosterdörfer des am Ende des Zwölften Jahrhunderts gegründeten Klosters Dobrilugk.
Der Ort wurde mit Wirkung zum 1. Oktober 1973 in die Gemeinde Rückersdorf eingemeindet.
| Entwicklung seit 1875 | Entwicklung seit 1875 | Entwicklung seit 1875 | Entwicklung seit 1875 | Entwicklung seit 1875 |
| Jahr                  | Einwohner             |                       | Jahr                  | Einwohner             |
| --------------------- | --------------------- | --------------------- | --------------------- | --------------------- |
| 1875                  | 466                   | 1964                  | 589                   |                       |
| 1890                  | 435                   | 1939                  | 478                   |                       |
| 1910                  | 464                   | 1946                  | 602                   |                       |
| 1925                  | 426                   | 1950                  | 654                   |                       |
| 1933                  | 454                   | 1971                  | 545                   |                       |

## Kultur und Sehenswürdigkeiten
Im Zentrum des Ortsteils befindet sich die unter Denkmalschutz stehende Friedersdorfer Dorfkirche, deren ältester Kern eine frühgotische Gestalt hat und aus Raseneisenstein besteht. Die Orgel der Kirche wurde 1984 durch die Bad Liebenwerdaer Orgelbaufirma Voigt errichtet.
Ebenfalls im Zentrum befindet sich auf einer Grünanlage ein Kriegerdenkmal. Außerdem befinden sich in der Hauptstraße ein Pfarrhaus sowie ein dazugehöriges Nebengebäude, welche ebenfalls unter Denkmalschutz stehen. Am Ortsausgang in Richtung Rückersdorf ist nahe dem Friedersdorfer Friedhof ein kleiner hölzerner Aussichtsturm zu finden.
Südlich von Friedersdorf befindet sich die bereits um 1600 erwähnte Täubertsmühle. Die einstige Fabrikanten-Villa des Leipziger Fabrikanten Paul Erich Garms, der das 131 Hektar große Mühlengut 1911 erwarb, um Mehl für seine Reformwarenwerke herzustellen, wurde während der 1945 erfolgenden Bodenreform enteignet und war vor der politischen Wende in Deutschland ein Alten- und Pflegeheim. Nachdem umfangreiche Umbauarbeiten erfolgten, wird sie seit 1994 als Schullandheim genutzt.